# Operación Murambatsvina
El Murambatsvina ("sacar la basura", en shona) fue una campaña estatal desarrollada en Zimbabue en 2005 contra centros de oposición en las barriadas de Harare y de otras ciudades. Fue dirigida por el gobierno de Robert Mugabe y ZANU-PF, usando la Policía Republicana de Zimbabue, los Green Bombers, y otras instituciones estatales o partidarias de ZANU-PF. Oficialmente, la acción fue llamada Operación Restablecer Orden, pero el nombre oficioso de Murambatsvina es más común en la prensa mundial y zimbabuense.

## Causas
Los catalizadores de la campaña son numerosas. Las políticas de Zimbabue son famosas en el mundo por su violencia, pero las raíces de esa violencia son varias. El Murambatsvina fue solo el acto más nuevo de un régimen de policía que tiene líderes paranoicos, pero ellos no eran así casi siempre. 

### La economía

#### Nacionalización
Zimbabue desde su independencia de vuelta en 1980, es poco a poco un estado de economía socialista aparte de varios sectores como la agricultura, privado desde los blancozimbabuenses e industrias menores. Rodesia, el estado de regla minoría que existía en los años 1965-79 en Zimbabue, fue una república del mercado libre. Mugabe hizo una política de nacionalización de la energía, manufacturero pesado, y otros sectores en agricultura y minería por el modelo chino de Mao Zedong, pero en escala menor que allí. El gobierno de Mugabe consiguió en los años 1980 cambiar Zimbabue a un estado con sistema de educación principal en África. Pero los demás logros del sistema, muchos zimbabuenses jóvenes que acabaron sus licenciaturas, encontraron dificultad en adquirir empleo. Muchas personas que si adquirieron empleo profesional desilusionaron por el salario bajo. Ese problema es común en muchos países de economía planificada, tanto en los más prósperos como Cuba.

#### Austeridad
En los años 1990, Mugabe observó la tendencia de cambio en los países del Bloque del Este, que se derrumbaron entre 1989-92. Mugabe se dio cuenta de que los errores económicos de estados como Alemania Oriental, Rumanía, y la URSS eran síntomas de corrupción estatal en la economía de no competición (economía planificada socialista). En otros estados de la zona, como Mozambique y Angola en 1989, los líderes marxistas empezaron un programa de austeridad recomendado por el Fondo Monetario Internacional. Mugabe siguió los mismos pasos, haciendo privatizaciones en numerosas industrias para atraer inversores extranjeros. 
Pero la enorme corrupción estatal siguió dañando el gobierno de Mugabe. Estallaron guerras civiles en las vecinas Angola y Mozambique y sus gobiernos comenzaron a justificar gastos (blanquear dinero) como fondos para el ejército. La corrupción de estos países tampoco les permitía mantener estabilidad económica. 
En Zimbabue el pueblo se dividió progresivamente entre los partidarios del ZANU-PF, el partido único de Robert Mugabe, y sus víctimas, la etnia ndebele (el 18% de la población de Zimbabue) y los blancos (2,5% de la población de Zimbabue). Pero la campaña de austeridad enfadó a muchos partidarios del ZANU-PF, especialmente los miembros del movimiento de "excombatientes veteranos" de la Segundo Chimurenga. Los activistas empezaron a ocupar ilegalmente las tierras pertenecientes a la minoría blanca y Mugabe dio su apoyo a esta campaña antiblanca. Mugabe y los "ocupas" esgrimían el discurso y los motivos anticoloniales y la lucha contra el imperialismo del hombre blanco.
En lugar de controlar a los disidentes «veteranos», Mugabe hizo de ellos sus aliados y refrendó la ocupación de tierras, especialmente desde 1997 cuando el nuevo gobierno británico de Tony Blair dejó de cooperar en El programa de "Vendedor dispuesto, Comprador dispuesto" con el gobierno zimbabuense. La causa de la retirada de Blair fue encuestas que demostraron la existencia de "enchufes" de Mugabe con sus partidarios y discriminación con sus oponentes. Las confiscaciones, ahora con permiso estatal, destruyeron la agricultura zimbabuense, forzando a muchos campesinos a dejar el campo a las barriadas de Harare, Bulawayo, y otras ciudades centrales. El interior agrícola y rural de Zimbabue, que había sido llamado en épocas pasadas la "Panadería de África", se dejó de roturar y los nuevos dueños de las granjas, sin experiencia en administrar tierras, dejaron de cultivar y de producir. Los militares que compraron las tierras ocupadas comerciaban con la gasolina, que daba más beneficios que cultivar. Las tierras fueron descuidadas. Los trabajadores agrícolas quedaron desempleados y emigraron para buscar empleo en las ciudades, provocando una crisis económica y humanitaria. Para compensar por los productos agrícolas no producidos, Zimbabue tuvo que importar trigo, maíz, y otros artículos fundamentales.

#### Moneda
En los años 2000, el dólar zimbabuense sufría de hiperinflación a causa de las políticas económicas del régimen. Muchos de los campesinos que huyeron a las ciudades para lograr empleo formaron en los barrios de chabolas negocios ilegales que habían enlazado en una red de mercados negros, especialmente en Harare. Los comerciantes de las casetas improvisados hicieron una amenaza contra la economía legítima en el país porque lo mejor de los negocios hechos en los mercados fueron de monedas extranjeras, y no del dólar zimbabuense, lo que entonces perdió mucho valor con relación a las monedas mundiales. Un corolario de la teoría de que el gobierno hizo la operación por razones económicas, fue el uso de ella para disolver y quebrar las casetas de los comercios mientras Murambatsvina. Fueron también puestos tapaderos en que el negocio auténtico fue en divisas fuertes. En la operación, fuerzas gobernales embargaron cantidades de efectivos, pero ellas fueron importes tan pequeños que no pudieron compensar por el déficit nacional. Pero el Banco de la Reserva Zimbabuense, uno de los factores que fomentaron para la Murambatsvina, esperaba que la falta de ellas casetas de moneda hubiera de forzar al pueblo zimbabuense a regresar a hacer sus transacciones de moneda en el banco, y no en el mercado negro. Pues hasta ahora el dólar zimbabuense es una de las monedas más inestables en el mundo. 

#### Negocios con China
La República del Pueblo China es el aliado más fiel del gobierno Mugabe, y él devuelve el favor dando el estatus de prioridad superior a China en las relaciones de comercio extranjero zimbabuense. Pero según la formación de los mercados negros muchos negocios chinos en Zimbabue de bienes baratos se rivalizaron con las casetas. Hay ellos que culpan a Mugabe que hizo la Murambatsvina en parte para aplacar a los negociantes chinos. 
Diez millones de chinos fueron a Zimbabue demás Murambatsvina y tomaron las tierras de granjeros que habían sido desahuciados por el gobierno en el Tercero Chimurenga.

### Política
Mientras que Zimbabue entró en una crisis económica a finales de los 1990s, los oponentes de Mugabe se coagularon en una alianza. Muchos de ellos eran veteranos de ZAPU, UANC, FROLIZI, CAZ y ZANU-Ndonga, movimientos opuestos a Mugabe desde los años 1980. Otros, como Morgan Tsvangirai, un sindicalista y jefe del MDC, el movimiento mayor, no consintieron a las políticas nuevas de Mugabe como reclamaciones de tierras y opresión de los obreros. Los campesinos desplazados en las barriadas de Harare, muchos de ellos exapoyadores shonas de Mugabe, hubieron hecho tierra fértil por los oponentes de ello.
En 2005 las barriadas de los migrantes hicieron en centros de disente y motines demás elecciones parlamentarias que habían denunciado desde el MDC, los otros oponentes de ZANU-PF, y monitores internacionales como fraudulentas e influidas por intimidación estatal y partidario de todos los lados.

## La Operación
El acto fue inicialmente perpetrado sólo en Harare por los oficiales y policía local, dirigidos por Dr. Jameson Karasha, el presidente de la Comisión de Harare. La Comisión es una entidad designado por el Ministro de Gobierno Local y se goberna a Harare en lugar de un alcalde. Entonces los oficiales de la Ciudad de Harare son funcionarios de ZANU-PF y leales a Robert Mugabe. El consejo municipal elegido, es dominado por el MDC, y la creación de Comisión de Harare fue un respuesto desde Mugabe para mantener el mando sobre su capital. Según Agustine Chihuri, el jefe de policía zimbabuense, Murambatsvina fue destinado a «limpiar la masa de gusanos empeñados a destruir la económia». Esos "gusanos" fueron casualmente el base de apoyo más grande de MDC en las áreas metropolitanas.
Las barriadas hicieron daño a la economía de Zimbabue con la prevalencia del mercado negro, crimen, drogas, y escombros. Mugabe y subordinados querían devolver a los migrantes a ellos lugares de origen. La policía, los Green Bombers, un grupo de juventud partidario de ZANU-PF, y la policía secreta CIO participaron en el Murambatsvina. Violencia contra el pueblo de las barriadas fue muy común, compuesto de asalto y lesiones usualmente. Los residentes de las chabolas habían forzado arrasar a ellos propios domicilios a punta de las pistolas de soldados, policiacos, y los green bombers. Para impedir a los desahuciados quedarse en los lugares de la operación, el gobierno prohibió a organizaciones de ayuda e iglesias de proveerles de comida y cobijo. El objeto de Murambatsvina fue obligar a los migrantes de zonas rurales ir de vuelta a los lugares de origen. Pero en lugar de hacer eso, el gobierno provocó una crisis humanitaria que dejó a 700.000 personas sin techos y desempleados por Murambatsvina y 2,5 millones afectados más. Se desconocen los daños materiales de la campaña, incluidos los muertos, heridos, y enfermos causados por Murambatsvina. 
En Zimbabue un apodo común del acontecimiento es el de "Maremoto Zimbabuense", por la semejanza entre la destrucción causada por la operación y el maremoto del Océano Índico.